# العلاقات الأوكرانية القرغيزستانية
العلاقات الأوكرانية القيرغيزستانية هي العلاقات الثنائية التي تجمع بين أوكرانيا وقيرغيزستان.

## مقارنة بين البلدين
هذه مقارنة عامة ومرجعية للدولتين:
| وجه المقارنة                                              | أوكرانيا                                   | قيرغيزستان                      |
| --------------------------------------------------------- | ------------------------------------------ | ------------------------------- |
| المساحة (كم2)                                             | 603.63 ألف                                 | 199.95 ألف                      |
| عدد السكان (نسمة)                                         | 45.55 مليون                                | 6.20 مليون                      |
| الكثافة السكانية (ن./كم²)                                 | 75.46                                      | 31.01                           |
| العاصمة                                                   | كييف                                       | بيشكك                           |
| اللغة الرسمية                                             | اللغة الأوكرانية                           | اللغة الروسية، اللغة القيرغيزية |
| العملة                                                    | هريفنا أوكرانية، كاربوفانيتس، روبل سوفييتي | سوم قيرغيزستاني                 |
| الناتج المحلي الإجمالي (بليون دولار)                      | 112.15 مليار                               | 7.56 مليار                      |
| الناتج المحلي الإجمالي (تعادل القوة الشرائية) بليون دولار | 352.98 مليار                               | 20.45 مليار                     |
| الناتج المحلي الإجمالي الاسمي للفرد دولار أمريكي          | 2.11 ألف                                   | 1.10 ألف                        |
| الناتج المحلي الإجمالي للفرد دولار أمريكي                 | 8.66 ألف                                   |                                 |
| مؤشر التنمية البشرية                                      | 0.747                                      | 0.655                           |
| رمز المكالمات الدولي                                      | +380                                       | +996                            |
| رمز الإنترنت                                              | .ua، .укр ‏                                 | .kg                             |
| المنطقة الزمنية                                           | ت ع م+02:00، ت ع م+03:00، توقيت شرق أوروبا | ت ع م+06:00                     |

## منظمات دولية مشتركة
يشترك البلدان في عضوية مجموعة من المنظمات الدولية، منها:
| علم المنظمة | اسم المنظمة                        | تاريخ انضمام أوكرانيا | تاريخ انضمام قيرغيزستان |
| ----------- | ---------------------------------- | --------------------- | ----------------------- |
|             | مؤسسة التنمية الدولية              | 27 مايو 2004          | 24 سبتمبر 1992          |
|             | يونسكو                             | 12 مايو 1954          | 2 يونيو 1992            |
|             | وكالة ضمان الاستثمار متعدد الأطراف | 19 يوليو 1994         | 21 سبتمبر 1993          |
|             | الأمم المتحدة                      | 24 أكتوبر 1945        | 2 مارس 1992             |
|             | الاتحاد البريدي العالمي            | ?                     | ?                       |
|             | البنك الدولي للإنشاء والتعمير      | 3 سبتمبر 1992         | 18 سبتمبر 1992          |
|             | اتفاقية السماوات المفتوحة          | ?                     | ?                       |
|             | الاتحاد الدولي للاتصالات           | 7 مايو 1947           | 20 يناير 1994           |
|             | منظمة حظر الأسلحة الكيميائية       | ?                     | ?                       |
|             | مؤسسة التمويل الدولية              | 18 أكتوبر 1993        | 11 فبراير 1993          |
|             | منظمة التجارة العالمية             | 16 مايو 2008          | ?                       |
|             | منظمة الشرطة الجنائية الدولية      | ?                     | ?                       |
|             | منظمة الأمن والتعاون في أوروبا     | 30 يناير 1992         | 30 يناير 1992           |

## أعلام
هذه قائمة لبعض الشخصيات التي تربطها علاقات بالبلدين:
- فيتالي كليتشكو (19 يوليو 1971[21][22][23] – )

## وصلات خارجية
- موقع وزارة الخارجية الأوكرانية
- موقع وزارة الخارجية القيرغيزستانية